# Paraziták a Paradicsomban

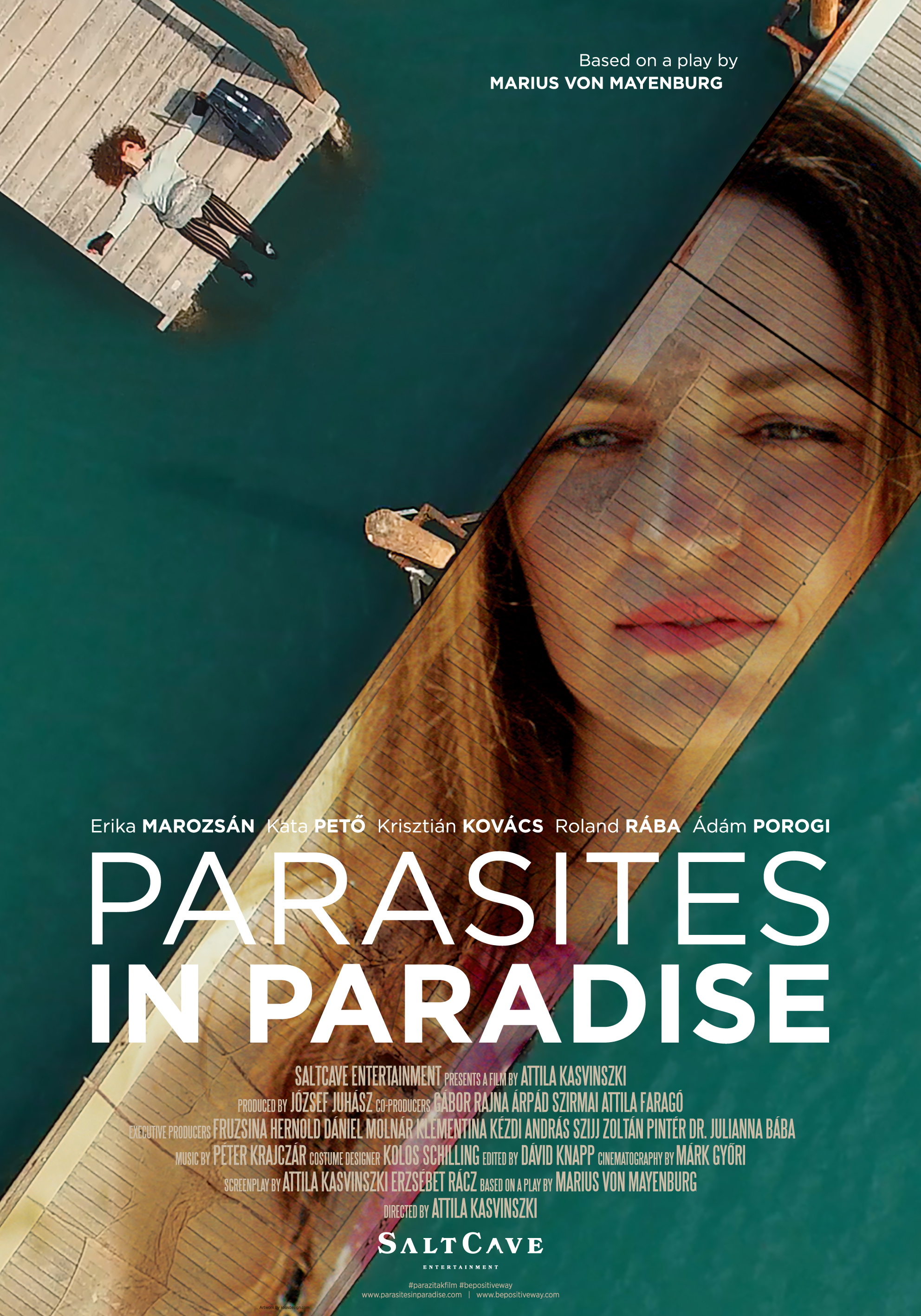
A film angol nyelvű plakátja

A Paraziták a Paradicsomban Kasvinszki Attila 2018-ban készült nagyjátékfilmje. Egy fekete komédia, filmdráma Marius von Mayenburg kortárs német drámaíró Paraziták című színműve alapján.

## Történet
A film egy abszurd, teljesen groteszk és végig kifordított világban játszódik, ennek minden tragikumával, humorával és érzelmi hullámzásával együtt. Betti és Ringó házaspárként élnek egy tengerparti ház legfelső emeletén. Ringót 4 éve elütötte egy autó és tolószékbe kényszerült. Betti megpróbál mindenben a segítségére lenni, amit férj hol elvár, hol elutasít. Váratlanul betoppan az életükbe Mulcser az utcai harcos, aki annak idején elütötte Ringót. Hogy vezekeljen a történtekért, önkéntesen, de kissé erőszakosan felajánlja segítségét. Friderika, Betti várandós húga, aki komoly mentális problémákkal küzd azt hazudja, hogy a férje veri őt, miközben ő magát sebesíti meg nap, mint nap, ezért látszólag elmenekül otthonról és végül ő is beköltözik Betti és Ringó lakásába. Patrik, Friderika férje is megjelenik, hogy hazavigye a feleségét. A lakásban elszabadul a káosz. Kasvinszki Attila rendező elmondása szerint a film egy konkrét társadalomkritika, leginkább az öt főszereplő kapcsolatrendszerén keresztül bemutatva.

## Szereplők
| Szerep       | Színész          |
| ------------ | ---------------- |
| Betti        | Marozsán Erika   |
| Ringó        | Kovács Krisztián |
| Mulcser      | Rába Roland      |
| Friderika    | Pető Kata        |
| Patrik       | Porogi Ádám      |
| Wolf         | Wolfy László     |
| Charlie      | Kozma Károly     |
| Orvos        | Pál András       |
| Nővér        | Bohoczki Sára    |
| Mystery Gang | önmaguk          |

## Jelenetek a filmből
|  |  |
|  |  |
|  |  |